# Luge als Jocs Olímpics d'hivern de 1972
Als Jocs Olímpics d'Hivern de 1972 celebrats a la ciutat de Sapporo (Japó) es disputaren tres proves de luge, dues en categoria masculina i una en categoria femenina.
La competició tingué lloc entre els dies 4 i 7 de febrer de 1972 a les instal·lacions esportives de Teine-ku. Hi participaren un total de 83 corredors, entre ells 61 homes i 22 dones, de 13 comitès nacionals diferents.

## Resum de medalles

### Categoria masculina
| Prova              | Or                                       | Argent        | Bronze                              |
| Individual detalls | Wolfgang Scheidel                        | Harald Ehrig  | Wolfram Fiedler                     |
| Parelles detalls   | RDA Horst Hörnlein · Reinhard Bredow     | no es concedí | RDA Klaus Bonsack · Wolfram Fiedler |
| Parelles detalls   | ItàliaPaul Hildgartner · Walter Plaikner | no es concedí | RDA Klaus Bonsack · Wolfram Fiedler |

### Categoria femenina
| Prova              | Or                | Argent      | Bronze          |
| Individual detalls | Anna-Maria Müller | Ute Rührold | Margit Schumann |

## Medaller
| Posició | País   | Or | Argent | Bronze | Total |
| 1       | RDA    | 3  | 2      | 3      | 8     |
| 2       | Itàlia | 1  | 0      | 0      | 1     |
|         |        |    |        |        |       |
| Total   | Total  | 4  | 2      | 3      | 9     |